# Ilaitia Savai
Ilaitia Savai (* 12. Juli 1960 in Tailevu; † 22. Januar 2015 in Nadi) war ein fidschianischer Rugbyspieler. Er nahm 1987 und 1991 mit der fidschianischen Rugby-Union-Nationalmannschaft an der Rugby-Union-Weltmeisterschaft teil.